# Lingonligan
Lingonligan är en svensk komediserie som är producerad av Anagram för TV3. Serien hade premiär 4 april 2018. Producent för serien var Erik Magnusson. Manus skrevs av Erik Ahrnbom, Peter Arrhenius, Anders Jansson, Johan Johansson, Martin Larsson, Niclas Ekström och Gunnar Svensén. För regin stod Leif Lindblom och Manuel Concha.

## Rollista (i urval)
| - Mustafa Al-Mashhadani – Karim - Smail Alihodzic – Alex - Morgan Alling – Vanko - Carolina Gynning – Camilla - Anders Jansson – Kroyf - Lisbeth Johansson – Boel | - Sven Melander – Seved - Armand Mirpour – Henrik - Claes Månsson – Bossen - Elisabeth Wernesjö – Selma - Per Löfberg – Lennart - Eva Westerling – Läkaren - Michael Petersson – Kurt |